# FC Lausitz Hoyerswerda
FC Lausitz Hoyerswerda was een Duitse voetbalclub uit Hoyerswerda, Saksen.

## Geschiedenis

### BSG Aktivist Schwarze Pumpe
De club werd op 21 januari 1956 opgericht voor de arbeiders van de toenmalige fabriek Gaskombinat Schwarze Pumpe. De BSG Aktivist Schwarze Pumpe speelde in Spremberg. Na een fusie met BSG Aktivist Spreetal ontstond een BSG met 16 sportafdelingen. De voetbalafdeling startte in de Kreisklasse. Nog datzelfde jaar fuseerde de club met het door financiële problemen geplaagde BSG Einheit Spremberg en Aktivist Schwarze Pumpe kon de plaats van Einheit in de Bezirksliga Cottbus overnemen. Na één seizoen degradeerde de club echter naar de Bezirksklasse. De club promoveerde meteen terug en werd in 1959 ook kampioen van de Bezirksliga en promoveerde naar de II. DDR-Liga (derde klasse). De club ging nu in het  Friedrich-Ludwig-Jahn-Stadion van Hoyerswerda spelen. Na één seizoen degradeerde de club weer. Nadat de II. DDR-Liga in 1963 werd opgeheven werd de Bezirksliga terug de derde klasse en in 1965 promoveerde de club voor het eerst naar de DDR-Liga. Tussen 1965 en 1970 pendelde de club tussen DDR-Liga en Bezirksliga. Wegens financiële problemen werd de club in 1970/71 na twee speeldagen uit de DDR-Liga gehaald en in de Bezirksliga gezet.
De club promoveerde meteen weer en slaagde erin om een vaste te waarde te worden in de tweede klasse tot aan het einde van het DDR-voetbal. In 1982 en 1984 behaalde de club de beste resultaten door tweede te eindigen.

### FSV Hoyerswerda
Na de Duitse hereniging trad de voetbalafdeling uit de BSG en werd BSG Aktivist Pumpe Hoyerswerda - Sektion Fußball. Op 29 mei 1991 werd de naam dan FSV Hoyerswerda. De club ging in de nieuwe Oberliga NOFV-Süd spelen, de derde klasse. Nadat in 1994 de trainer en acht spelers de club verlieten voor een lucratief aanbod van VFC Plauen kon de club maar net het behoud verzekeren. Door de invoering van de Regionalliga was de Oberliga nu de vierde klasse. Er werden vele jonge spelers opgesteld en de club eindigde de volgende seizoenen in de onderste tabelhelft.
Na enkele seizoenen ging het beter en in 1999 werd de club derde. In de eindronde om de promotie verloor de club voor 4.000 toeschouwers van het tweede elftal van Tennis Borussia Berlin, waarvan het eerste elftal toen in de 2. Bundesliga speelde. Het volgende seizoen werd Eberhard Vogel trainer en hij werd soeverein kampioen met de ploeg dat 21 punten voorsprong telde op de nummer twee VfB Leipzig II. Deze keer verloor de club in de eindronde van FC Schönberg 95. De volgende twee seizoenen eindigde de club in de middenmoot.

### FC Lausitz Hoyerwerda
Op 1 augustus 2002 werd de naam gewijzigd in FC Lausitz Hoyerswerda met de bedoeling nieuwe sponsors aan te trekken. De club degradeerde in 2003 uit de Oberliga naar de Landesliga Sachsen en degradeerde twee jaar later nog verder naar de Bezirksklasse. In 2007 promoveerde de club weer naar de Bezirksliga, het was de eerste promotie voor de club in 27 jaar. Wegens financiële problemen degradeerde de club vrijwillig naar de Bezirksklasse Dresden in 2010.
Op 1 juli 2016 fuseerde FC Lausitz met de plaatselijke rivaal Hoyerswerdaer SV 1919. De fusieclub Hoyerswerdaer FC kon dankzij de promotie Hoyerswerdaer SV starten op het 8e niveau in de Kreisoberliga Westlausitz.